# 台中聲五洲掌中劇團
台中聲五洲掌中劇團又稱王英峻布袋戲，創立於1965年，創團者為王金匙。

## 獲得獎項
- 2002～2012台中縣市傑出演藝團隊
- 2003【台中市藝術秀才】市長獎
- 2007【青年主演】全國優等獎
- 2009【金掌獎】最佳團隊演出獎、最佳配樂音效獎
- 2010【青年主演】最佳人氣獎冠軍
- 2011傳藝總處【特優獎】全國第一名
- 2011傳藝總處【人氣獎】全國總冠軍

## 展演作品
- 2002文建會【台灣偶戲國寶】指派前往歐洲巡演
- 2005僑委會【亞洲文化節台灣傳統週】指派前往美洲巡演
- 2005受邀【首屆兩岸文化節京台文化週】中國北京巡演
- 2006受邀【國際少年兒童藝術博覽】中國上海展覽巡演
- 2007受邀【首屆蒲台媽祖文化節】中國福建巡演
- 2008臺中縣文化局指派前往中國廈門【海峽兩岸民間藝術節】巡演
- 2012臺中市文化局指派前往中國廈門【海峽兩岸民間藝術節】巡演
- 2012受邀【澳台友好協會成立大會】典禮演出嘉賓

## 外部連結
- 台中聲五洲掌中劇團
- 台中聲五洲掌中劇團（王英峻布袋戲）的Facebook專頁